# كولن بوث
كولن بوث (بالإنجليزية: Colin Booth)‏ (30 ديسمبر 1934 في المملكة المتحدة - 12 مايو 2025) هو لاعب كرة قدم بريطاني في مركز مهاجم داخلي. لعب مع أكسفورد يونايتد وكامبريدج يونايتد ونادي دونكاستر روفرز ونوتينغهام فورست ووولفرهامبتون واندررز ونادي تشيلتنهام تاون لكرة القدم.

## وصلات خارجية
- كولن بوث على موقع قاعدة بيانات كرة القدم.إي يو (الإنجليزية)
- كولن بوث على موقع عالم كرة القدم.نت (الإنجليزية)